# ウィンドワード諸島 (ソシエテ諸島)
ウィンドワード諸島（ウィンドワードしょとう、Windward Islands）は、フランス領ポリネシアに属する諸島。リーワード諸島とともにソシエテ諸島を構成している。人口194,623人 （2007年）、面積163km2。フランス領ポリネシアの主島であるタヒチ島はこの諸島に属している。
ウィンドワード諸島には、マイアオ島、タヒチ島、モーレア島、テティアロア島、メヘティア島の5島が存在する。